# Neoseiulus scoticus
Neoseiulus scoticus är en spindeldjursart som först beskrevs av Elsie Collyer 1957.  Neoseiulus scoticus ingår i släktet Neoseiulus och familjen Phytoseiidae. Inga underarter finns listade i Catalogue of Life.